# ルピナス (競走馬)
ルピナス（1965年4月4日 - ?）は、日本中央競馬会に所属していた競走馬・繁殖牝馬。抽せん馬ながら、1968年のオークスを優勝。
馬齢は2000年まで使用されていた旧表記（数え年）を用いる。

## 経歴
父ネヴァービートは2・3歳時に10戦1勝で重賞でも入着級と、競走馬としては大成できなかったが、良血が買われて1963年、種牡馬として日本に輸入されることとなった。翌1964年から供用が開始され、3度のリーディングサイアー（1970年, 1972年, 1977年）に輝いた。ブルードメアサイアーとしても、メジロラモーヌやサクラユタカオー等の活躍馬を送り出すなど、優れた成績を残しており、3度のリーディングブルードメアサイアー（1984年, 1986年, 1988年）となっている。
1967年（3歳）夏の福島でデビューし、3戦目の未出未勝で人気に応えて勝ち上がる。1968年（4歳）は年明けから3連勝して迎えた初重賞のクイーンカップは2着、桜花賞を目指して関西に入ると、阪神4歳牝馬特別は6着に終わるも、本番の桜花賞では5着と掲示板に入る。その後は主戦の菅原泰夫から中野渡清一に交代し、改築工事の影響で6月末の開催となった優駿牝馬に出走。好景気を反映して売り上げは前年の倍以上の14億円を記録した。桜花賞馬コウユウは直前に出走を回避し、2着のニツトウヤヨイが1番人気に支持され、ルピナスは8番人気であった。レースはルピナスが直線を抜け出すと、スズガーベラの追い込みをクビ差交わして優勝。ニツトウヤヨイは7着に敗退。鞍上の中野渡は初めてにして最後のクラシック制覇となり、抽せん馬の優駿牝馬制覇は1978年のファイブホープまで待たねばならなくなる。父ネヴァービートもマーチスが皐月賞を制しており、初年度産駒からいきなりマーチス、ルピナスと2頭のクラシック馬を生み出した。秋には菅原に再び交代し、年末には有馬記念にも出走してリュウズキの8着となる。同年の成績は16戦6勝で重賞は優駿牝馬のみであったが、啓衆社賞最優秀4歳牝馬に選定されている。1969年（5歳）は最初は古牡馬相手に苦戦するが、秋の福島で七夕賞・福島大賞典と連続2着と結果を残す。1970年引退。
引退後は1971年に繁殖入りし、7頭の産駒を残したが、活躍馬は送り出せなかった。

## 競走成績
- 1968年（5戦3勝）
  - 1着 - 3歳特別
- 1969年（12戦1勝）
  - 1着 - 優駿牝馬
  - 2着 - 4歳牝馬特別（東）
  - 3着 - 牝馬東京タイムズ杯、フラワーカップ
- 1970年（3戦0勝）
  - 2着 - アメジストステークス

※太字は八大競走を含むGI級レース。

## 血統表
| ルピナスの血統                            | ルピナスの血統                          | ルピナスの血統                       | （血統表の出典）                     | （血統表の出典） |
| 父系                                      | ナスルーラ系<ネアルコ系                 | ナスルーラ系<ネアルコ系              | ナスルーラ系<ネアルコ系              | [ § 2 ]          |
| 父 *ネヴァービート Never Beat 1960 栃栗毛 | 父の父Never Say Die 1951 栗毛           | Nasrullah                            | Nearco                               | Nearco           |
| 父 *ネヴァービート Never Beat 1960 栃栗毛 | 父の父Never Say Die 1951 栗毛           | Nasrullah                            | Mumtaz Begum                         |                  |
| 父 *ネヴァービート Never Beat 1960 栃栗毛 | 父の父Never Say Die 1951 栗毛           | Singing Grass                        | War Admiral                          | War Admiral      |
| 父 *ネヴァービート Never Beat 1960 栃栗毛 | 父の父Never Say Die 1951 栗毛           | Singing Grass                        | Boreale                              |                  |
| 父 *ネヴァービート Never Beat 1960 栃栗毛 | 父の母Bride Elect 1952 鹿毛             | Big Game                             | Bahram                               | Bahram           |
| 父 *ネヴァービート Never Beat 1960 栃栗毛 | 父の母Bride Elect 1952 鹿毛             | Big Game                             | Myrobella                            |                  |
| 父 *ネヴァービート Never Beat 1960 栃栗毛 | 父の母Bride Elect 1952 鹿毛             | Netherton Maid                       | Nearco                               | Nearco           |
| 父 *ネヴァービート Never Beat 1960 栃栗毛 | 父の母Bride Elect 1952 鹿毛             | Netherton Maid                       | Phase                                |                  |
| 母 コウカ 1958 栗毛                       | 母の父*ブッフラー Bouffleur 1953 栗毛   | Prince Chevalier                     | Prince Rose                          | Prince Rose      |
| 母 コウカ 1958 栗毛                       | 母の父*ブッフラー Bouffleur 1953 栗毛   | Prince Chevalier                     | Chevalerie                           |                  |
| 母 コウカ 1958 栗毛                       | 母の父*ブッフラー Bouffleur 1953 栗毛   | Monsoon                              | Umidwar                              | Umidwar          |
| 母 コウカ 1958 栗毛                       | 母の父*ブッフラー Bouffleur 1953 栗毛   | Monsoon                              | Heavenly Wind                        |                  |
| 母 コウカ 1958 栗毛                       | 母の母*レイデイワイ New Music 1950 栗毛 | Battant                              | Parwiz                               | Parwiz           |
| 母 コウカ 1958 栗毛                       | 母の母*レイデイワイ New Music 1950 栗毛 | Battant                              | La Cloche                            |                  |
| 母 コウカ 1958 栗毛                       | 母の母*レイデイワイ New Music 1950 栗毛 | New Grade                            | Tick On                              | Tick On          |
| 母 コウカ 1958 栗毛                       | 母の母*レイデイワイ New Music 1950 栗毛 | New Grade                            | Bright Miss                          |                  |
| 母系(F-No.)                               | パラダイム系(FN:1-j)                    | パラダイム系(FN:1-j)                 | パラダイム系(FN:1-j)                 | [ § 3 ]          |
| 5代内の近親交配                           | Nearco4×4=12.50%、Blandford5×5=6.25%    | Nearco4×4=12.50%、Blandford5×5=6.25% | Nearco4×4=12.50%、Blandford5×5=6.25% | [ § 4 ]          |
| 出典                                      | 1. 2. 3. 4.                             | 1. 2. 3. 4.                          | 1. 2. 3. 4.                          | 1. 2. 3. 4.      |